# Székács Ferenc
Székács Ferenc (Pest, 1844. július 19. – Budapest, 1901. december 17.) bíró, jogi szakíró, Székács József szuperintendens fia.

## Életpályája
1866-ban ügyvédi oklevelet szerzett és a pesti királyi táblán joggyakornok lett. 1867-ben Pest vármegyei aljegyző, 1869-ben pesti királyi táblai fogalmazó, 1872-ben budai törvényszéki bíró, 1883-ban Nagyszebenben törvényszéki elnök lett. 1886-tól budapesti törvényszéki alelnök s mint ilyen, a büntető osztály vezetője volt. 1891 és 1901 között királyi kúriai bíró, egyike a legkitűnőbb előadóknak és a legalaposabb érvelőknek. Mint a jogtudomány irodalmi művelője pedig egyike volt és Munkatársa a jogtudományi szaklapoknak és folyóiratoknak. Az akkori új magyar büntetőtörvénykönyv legjelesebb kommentátorainak egyike volt. Tagja volt a budapesti jogászegyesület igazgató választmányának is.
Felesége Lenk Ilona volt.
Sírja a Fiumei úti sírkertben található.

## Emlékezete
Budapest XII. kerületében róla nevezték el a Székács utcát. A Kissvábhegyen a 20. század elején létesített ügyészi és bírói telepen minden utcát jogászokról neveztek el.

## Munkái
- A magyar büntető eljárás kézikönyve. Budapest, 1881. (2. átdolgozott kiadás. Uo. 1887).
- Büntetési és börtönrendszerünk reformja. Budapest. 1891. (M. jogászegyleti Értekezések 61. Többekkel együtt).
- Kalauz az Országos Törvénytárhoz. Budapest, 1892.
- Rendszeres mutató az igazságügybe vágó kormányrendeletekhez... Budapest, 1894.